# Przychodnia lekarska

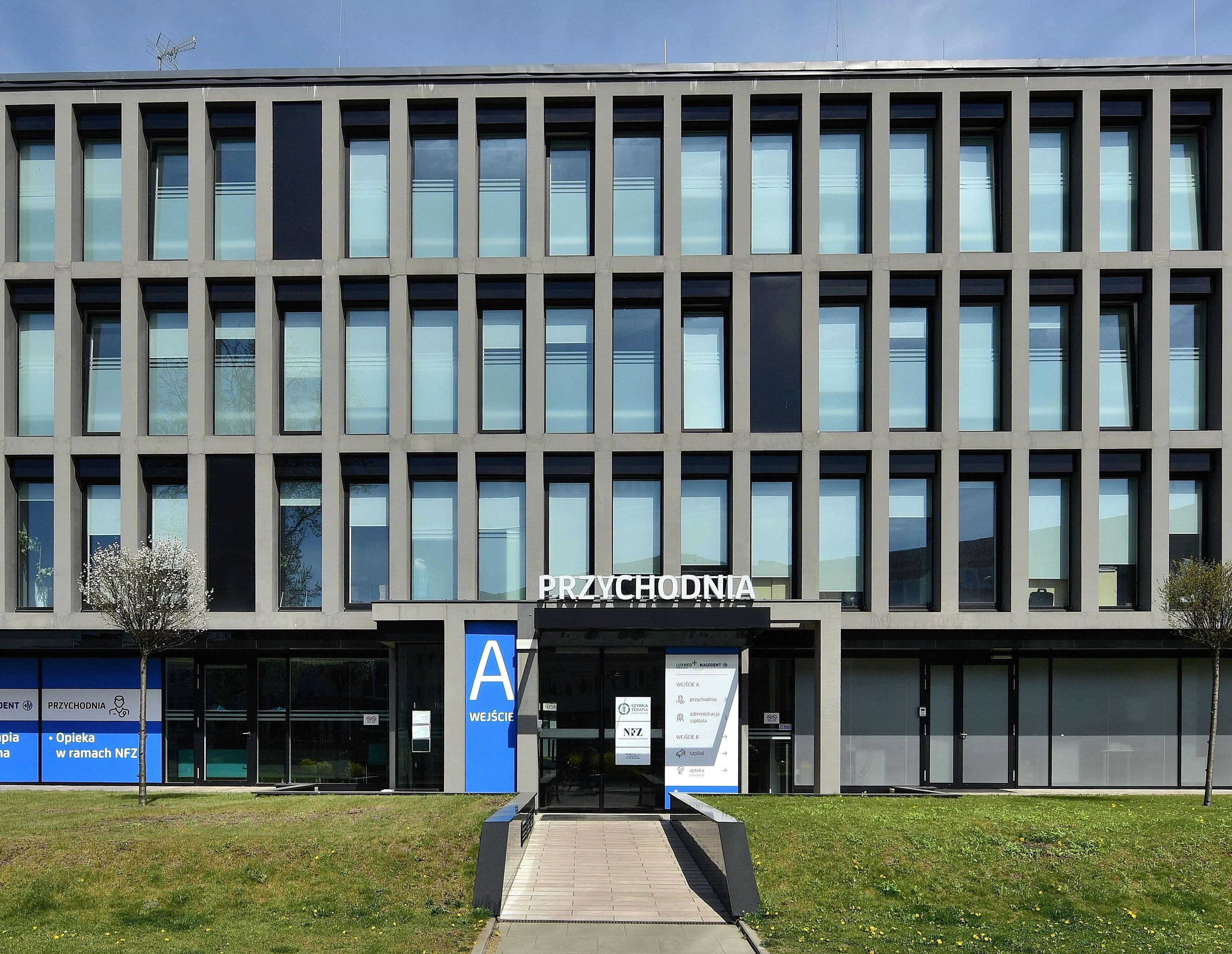
Przychodnia lekarska w Warszawie

Przychodnia lekarska – zakład służby zdrowia udzielający ambulatoryjnych świadczeń zdrowotnych.
Wyróżnia się przychodnie podstawowej opieki zdrowotnej i ambulatoryjnej opieki specjalistycznej.